# Eridolius pachysoma
Eridolius pachysoma là một loài tò vò trong họ Ichneumonidae.